# SAM 잠금 도구
SAM 잠금 도구 또는 Syskey(실행 파일의 이름)는 128비트 RC4 암호 키를 사용하여 보안 계정 관리자(SAM) 데이터베이스를 암호화하는 Windows NT의 구성 요소였다.
윈도우 NT 4.0 서비스 팩 3에서 처음 등장하였으나, RC4 알고리즘이 더 이상 안전하지 않은 것으로 여겨지고 있으며, 랜섬웨어 사기의 일부로 사용되면서 윈도우 10과 윈도우 서버 2016에서 제거되었다. 마이크로소프트에서는 공식적으로 비트로커를 대신 사용할 것을 권고하고 있다.

## 역사
윈도우 NT 4.0 서비스 팩 3에서 처음 등장한 SAM 잠금 도구는 SAM 파일의 무단 복제본 소유자가 정보를 추출하지 못하게 하여 오프라인 암호 크래킹 공격을 방지하기 위한 목적으로 사용되었다.
SAM 잠금 도구는 부팅 과정에서 사용자에게 암호를 요구하거나(시작 암호) 플로피 디스크에다 암호를 저장하도록 구성할 수 있다.
마이크로소프트는 윈도우 10 1709 이후 버전에서 SAM 잠금 도구를 제거하였다. 마이크로소프트는 "SAM 잠금 도구 대신 비트로커 또는 비슷한 유틸리티를 사용할 것"을 권고하고 있다.

## 보안 문제

### Syskey 버그
1999년 11월, BindView의 보안 팀에서는 특정 형태의 오프라인 암호 해독이 가능하며, 무차별 대입 공격 기법을 사용할 수 있는 것으로 보이는 보안 구멍을 발견하였다.
이후 마이크로소프트는 "Syskey 버그"라고도 불리는 이 문제를 수정하는 프로그램을 발표하였다. 이 버그는 윈도우 NT 4.0과 윈도우 2000 릴리즈 후보 3(RC3) 이전 버전에서 발생한다.

### 랜섬웨어 악용
SAM 잠금 도구는 랜섬웨어 형태의 기술 지원 사기 기법으로 자주 사용된다.

## 같이 보기
- pwdump
- kon-boot